# Salomon Group

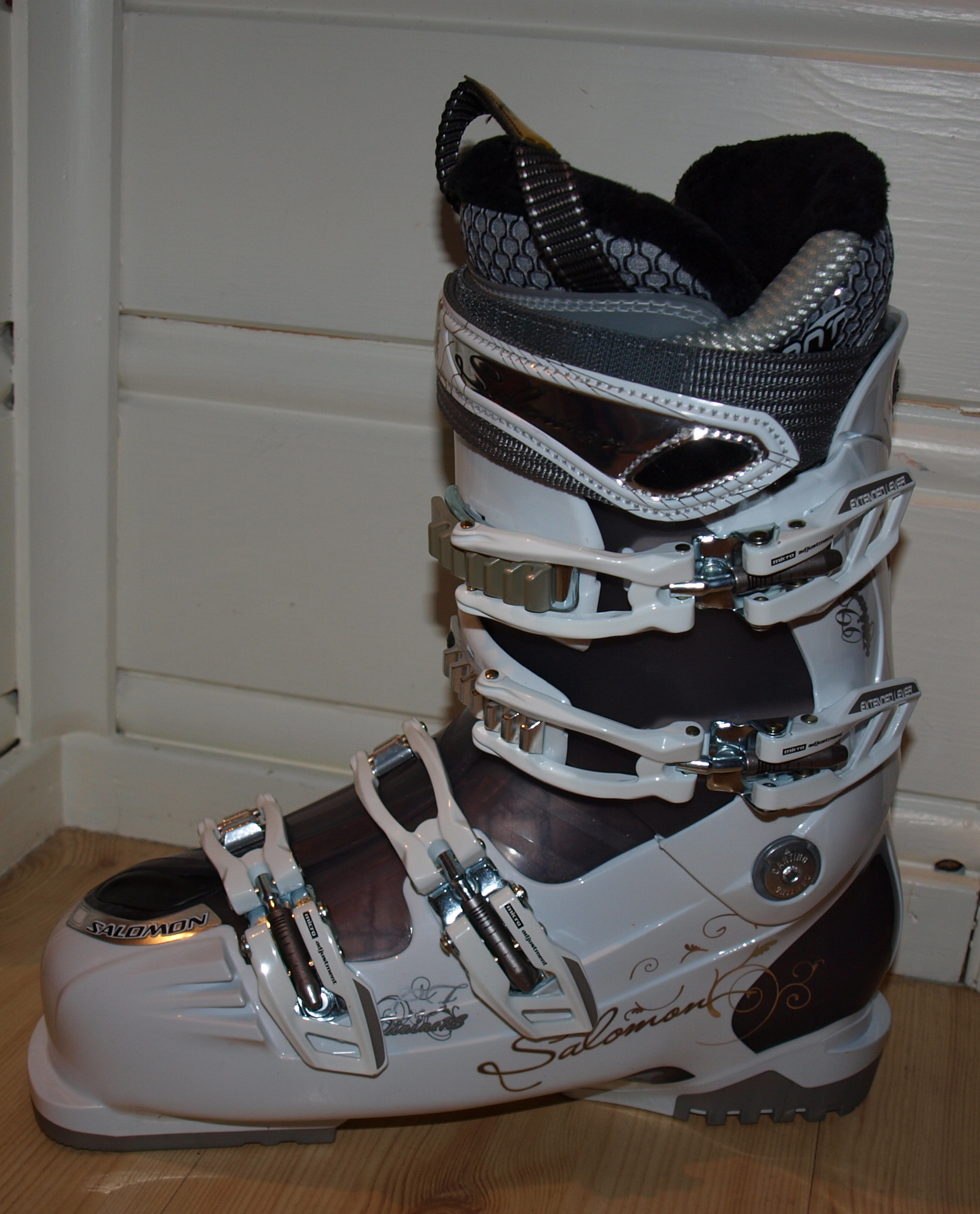
Scarpone Salomon Divine RS CF

Salomon Group (spesso conosciuto solo come "Salomon") è una consociata di Amer Sports specializzata in attrezzature sportive invernali con sede ad Annecy in Francia.

## Storia
La compagnia fu fondata nel 1947 da François Salomon insieme alla moglie e al figlio.
Nel 1997 diviene parte del gruppo Adidas.
Il 2 maggio 2005 Adidas annuncia la cessione del gruppo Salomon alla multinazionale finlandese Amer Sports per 485 milioni di euro.
Dal 2019 di proprietà del gruppo cinese ANTA Sports  insieme ai marchi Wilson, Atomic, Sports Tracker, Suunto, Precor, Arc'teryx.

## Informazioni
La sede principale negli Stati Uniti d'America è a Ogden, nello Utah, ed il centro di progettazione ad Annecy, in Francia.
Le altre società di proprietà del marchio Salomon sono:
- Bonfire
- Mavic
- Cliché Skateboards
- Arc'teryx

Salomon produce prodotti per vari mercati sportivi, tra cui running, trekking, arrampicata, sci e snowboard in oltre 40 paesi dei cinque continenti.
Salomon è stata la prima compagnia a commercializzare sci twin tip per il freestyle.